# Signalisation routière bilingue en France
La signalisation routière bilingue en France (représentation sur un même panneau de signalisation d'inscriptions en deux langues) n'est pas formellement autorisée dans les textes réglementaires ; elle se développe toutefois à l’initiative de certaines régions, certains conseils départementaux ou communes pour les signalisations entrant dans leurs domaines de compétence respectifs associant ainsi le français et une langue régionale ou minoritaire.
Le texte de la seconde langue est habituellement écrit avec un lettrage de même taille et typographie, mais en italique, afin d'accentuer la différence entre les deux langues et de rendre la signalisation plus lisible.

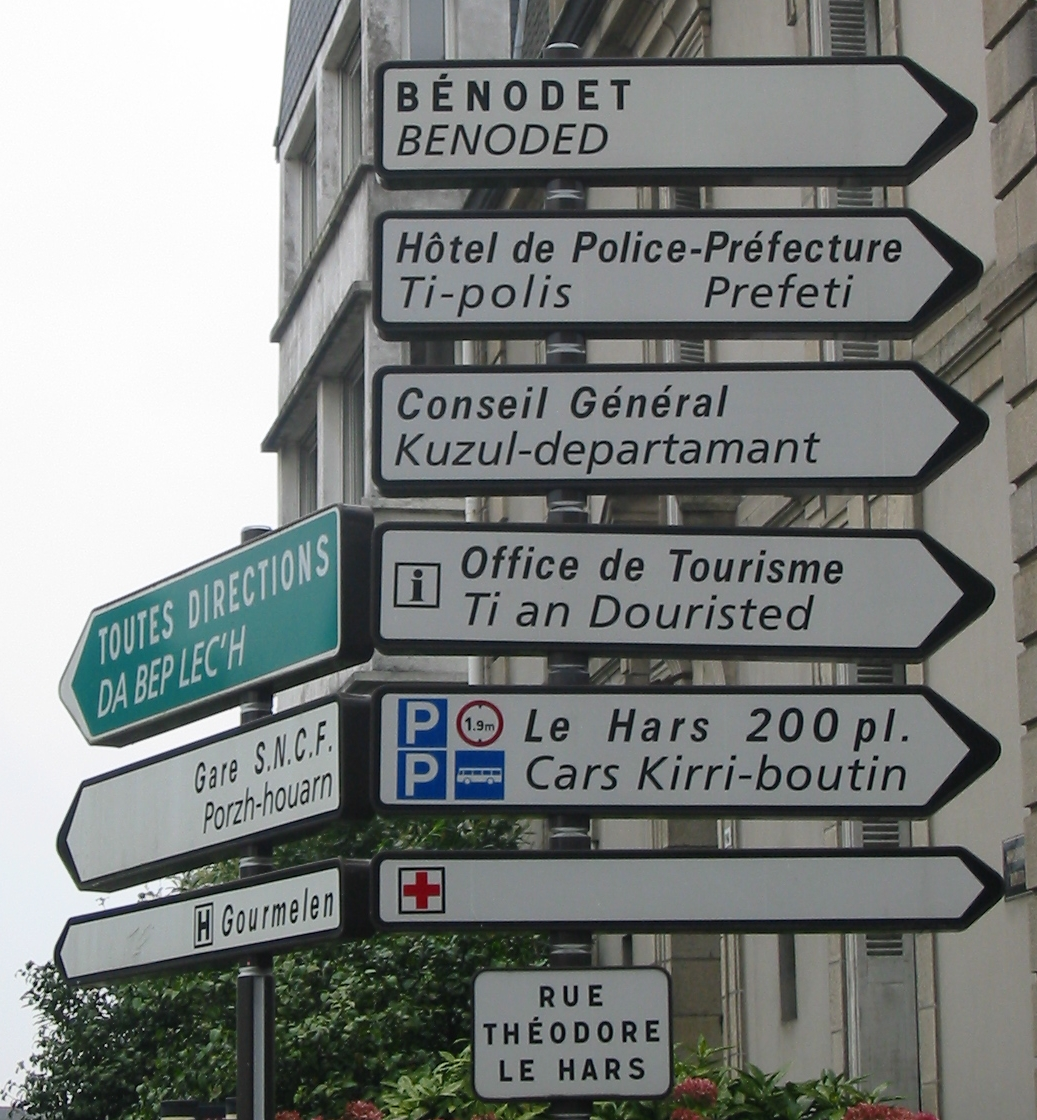
Signalisation bilingue français/breton à Quimper (Bretagne)

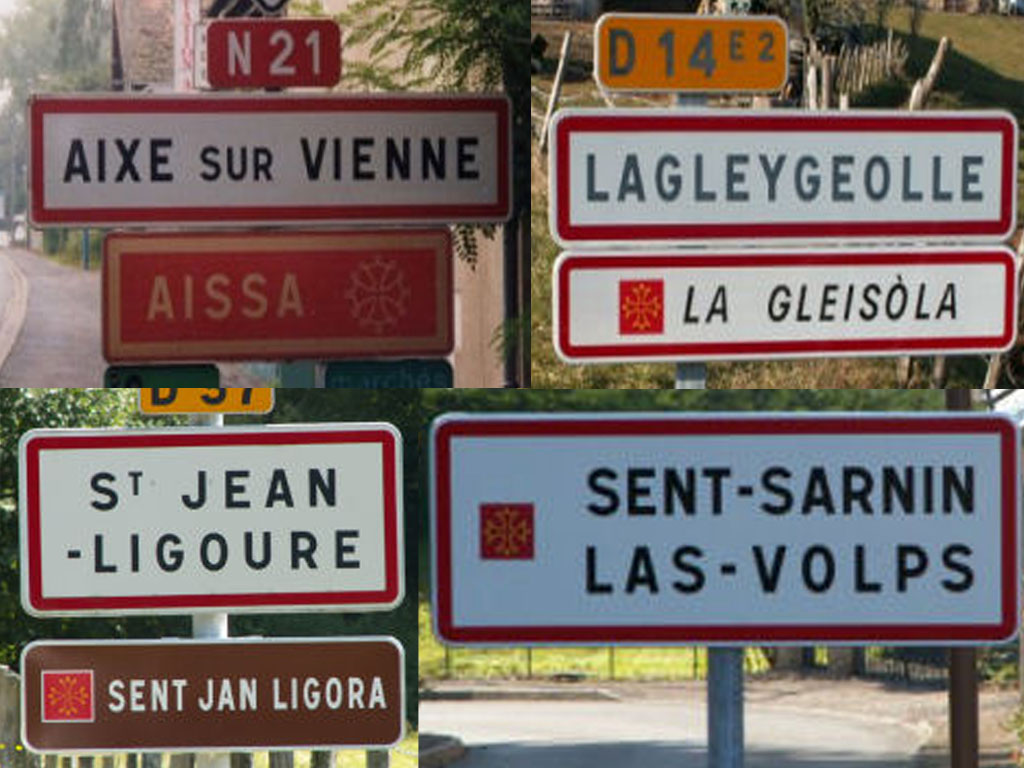
Exemples de panneaux d'entrée bilingues en Limousin.

## Histoire
Les premiers panneaux rédigés en deux langues apparus en France sont ceux posés pendant la Seconde Guerre mondiale, sous l’Occupation allemande, où ils étaient rédigés à la fois en allemand et en français.
Mais les premiers panneaux de signalisation bilingue utilisant la langue nationale et sa transcription régionale apparaissent après les lois de décentralisation de 1982. Celles-ci accroissent les champs de compétence des collectivités territoriales. Ainsi les conseils généraux – aujourd'hui appelés départementaux – deviennent compétents pour l’aménagement des routes départementales et vont pouvoir prendre des initiatives en matière de signalisation routière.
D’ailleurs dès le 13 décembre 1982, M. André Lajoinie attire l’attention du ministre des Transports sur le problème de la signalisation routière et touristique bilingue. II lui signale que de nombreuses associations culturelles expriment le souhait d'une telle signalisation, particulièrement dans les régions ou existent une culture et une langue particulièrement bien implantées. II lui demande les orientations qu'il entend mettre en œuvre en ce domaine permettant d'assurer la juste place de ces langues et cultures.
Les départements du Finistère et des Côtes-d'Armor seront les premiers à prendre des délibérations ayant pour effet d’implanter des panneaux.
En 1984, dans le département de la Moselle, est inauguré le premier panneau toponymique francique à Bouzonville. 
De nouvelles interventions se succèdent à l’Assemblée nationale, comme la demande du député Didier Chouat en 1986 d'installation de panneaux de signalisation bilingue breton-français sur les routes du réseau national. II lui rappelle que le département des Côtes-du-Nord, dont il est l'élu, a engagé une action dans ce sens, sur les routes de son ressort.
Les initiatives des collectivités territoriales se multiplient, mais la réglementation n'évolue pas pour autant.
La loi "Molac" de promotion des langues régionales (2021) a légalisé une signalétique bilingue généralisée par son article 8: "Les services publics peuvent assurer sur tout ou partie de leur territoire l’affichage de traductions de la langue française dans la ou les langues régionales en usage sur les inscriptions et les signalétiques apposées sur les bâtiments publics, sur les voies publiques de circulation, sur les voies navigables, dans les infrastructures de transport ainsi que dans les principaux supports de communication institutionnelle, à l’occasion de leur installation ou de leur renouvellement."

## Réglementation

### Le statut des langues régionales en France
Une Convention-cadre pour la protection des minorités nationales a été adoptée par le Comité des ministres du Conseil de l’Europe le 10 novembre 1994 et ouverte à la signature des États membres le 1er février 1995. 
Contrairement à d'autres documents internationaux relatifs aux droits humains, la notion de « minorités » est abordée et il est précisé que les ressortissants étrangers (minorités allogènes) ne sont pas inclus dans le cadre de cette convention, qui ne s'applique qu'aux minorités autochtones. Ce texte permet aux individus de déterminer s'ils appartiennent à une minorité. De plus, un droit collectif des minorités est reconnu. Les obligations imposées aux États permettent une combinaison de droits collectifs et individuels.
La quasi-totalité des États membres du Conseil de l'Europe (39) ont signé et ratifié cette convention-cadre, à l'exception d'Andorre, de la France, de Monaco et de la Turquie, la France l’ayant signée en 1999, mais pas ratifiée.
Dans beaucoup de pays, elle sert de fondement à la mise en place d’une signalisation bilingue. 
Mais la prise en compte des langues régionales en France évolue. Si un décret du 10 juillet 1970 permet la prise en compte pour l’admission au baccalauréat des points obtenus à l’épreuve facultative de langue régionale, en 2004, l'arrêté du 13 janvier 2004 relatif aux académies et des territoires d'outre-mer dans lesquels peuvent être subies certaines épreuves de langues vivantes à la session 2004 du baccalauréat général et du baccalauréat technologique liste des « langues vivantes », sans distinguer entre les langues étrangères et les langues régionales. Ainsi sont désormais identifiées comme langues régionales vivantes le basque, le breton, le catalan, le corse, le tahitien, les langues mélanésiennes, l'auvergnat, le gascon, le limousin, le nissart, l'occitan, le provençal, le vivaro-alpin.
Plus récemment une évolution fondamentale intervient lors de la révision constitutionnelle du 23 juillet 2008 avec l’introduction dans  la Constitution d’une référence aux langues régionales. « Les langues régionales appartiennent au patrimoine de la France ». Toutefois seul un projet de loi sur le statut des langues régionales, attendu en 2009, serait susceptible de faire évoluer les textes d’application en ce qui concerne la signalisation bilingue.
Ce texte a été voté en 2021 sous la forme de la loi dite Molac du nom de son rapporteur breton, intitulée "Loi no 2021-641 du 21 mai 2021 relative à la protection patrimoniale des langues régionales et à leur promotion" (publiée au Journal Officiel du 23 mai 2021).

### Le statut réglementaire de la signalisation bilingue
Sans être exhaustif, la signalisation routière est encadrée en France principalement par trois textes : l’arrêté du 24 novembre 1967 définissant les signaux routiers, 
instruction interministérielle sur la signalisation routière et l’arrêté interministériel du 19 janvier 1982 relatif à la signalisation de direction. Les deux premiers sont très périodiquement amendés pour les adapter à l’évolution du contexte juridique et réglementaire et des usages. Différentes autres circulaires, guides ou textes divers viennent compléter ces textes de référence sur certains aspects. En ce qui concerne l'usage signalétique des langues régionales, il a été légalisé par la loi de 2021.
Si les noms des collectivités territoriales (communes, départements, régions) est réglementé par l'état, les noms de lieux et voies relevant d'une commune sont au libre choix de la commune. Dans de nombreuses communes, les noms de lieux ont conservé leur forme en langue locale (dans une écriture plus ou moins francisée). Il est fréquent de voir en Bretagne ou au Pays basque des noms de voies uniquement écrits en langue locale, y compris les mots signifiant "rue, chemin, route" par exemple.

#### Signalisation de police
La signalisation de police, regroupant les panneaux de danger,  d'intersection et de priorité,  de prescription,  d'indications  utiles pour la conduite des véhicules,  d'indication d'installations pouvant être utiles aux usagers de la route,  de position des passages à niveau  et les panonceaux est très encadrée. Chaque panneau est décrit explicitement dans un arrêté et fait par ailleurs l’objet d’une norme tant en ce qui concerne ses caractéristiques dimensionnelles que son décor. 
Ainsi les panneaux de police ne peuvent être modifiés en ce qui concerne la langue. Seul le  panneau de signalisation d'une interdiction spécifique pourrait être soumis à interprétation s’il était rédigé en deux langues, puisque rien ne précise formellement que la langue utilisée doit être le français. Seuls des problèmes de cohérence au niveau du territoire pourraient être invoqués, puisqu’il s’agit d’un panneau couvrant le territoire national.

#### Signalisation lumineuse par feux
Pour les signaux par feux avec répétiteur piéton comportant un message oral, il est précisé que celui-ci doit être en langue française et doit obligatoirement commencer par la locution « rouge piéton » .

#### Signalisation de direction
C’est dans le domaine de la signalisation de direction que s’est exprimée la signalisation bilingue. Pourtant, même si elle n’est pas formellement interdite, les contraintes suivantes sont très fortement limitatives :
- Les mentions des directions doivent correspondre à des pôles se décomposant en pôles verts et pôles blancs. La liste des pôles verts est fixée par arrêté national[12]. Aucun nom de ville appartenant à cette liste ne peut donc formellement être écrit en deux langues.
- La typographie est très encadrée. Ainsi des polices spéciales doivent être utilisées et chacune des formes (majuscule, minuscule, italique, etc) correspond à un type de mention et un usage spécifiques[13]. La graphie du nom de ville en langue régionale est la plupart du temps écrite en majuscule italique, ce qui correspond à une utilisation de quartier ou de zone locale. Cette typographie est donc inappropriée dans l’état actuel des textes.
- La règle concernant le nombre de mentions est très limitative : Le nombre total des mentions signalées pour une même direction ne doit jamais dépasser 6, pour l’ensemble des directions desservies ce nombre ne doit pas dépasser 12. Ajouter la mention en langue régionale conduit à doubler le nombre de mentions et à atteindre rapidement le maximum.
- Les problèmes de cohérence d’itinéraire conduiraient à répéter les mentions régionales sur l’ensemble des itinéraires couvrant la région.

Les panneaux d’entrée ou de sortie d’agglomération sont moins réglementés et ne posent pas de problème de cohérence, hormis la réglementation concernant la typographie, ce qui explique le développement de ce type de panneaux bilingues de la part des municipalités.

### Vers une nouvelle évolution
Comme le précise Christine Albanel dans sa déclaration du Gouvernement sur les langues régionales du 7 mai 2008, « La visibilité des langues de France dans l’espace public passe aussi, comme chacun peut le constater, par la signalisation bilingue et la toponymie. Il est par exemple tout à fait légitime – et même souvent souhaitable – que, dans les zones concernées, les communes affichent leur nom dans leur langue, à l’entrée et à la sortie de l’agglomération. Il en va de même pour la signalisation directionnelle sur les routes et dans les rues : dans le centre de ma ville de Toulouse, elle est ainsi en deux langues, et je ne suis pas choquée de lire simultanément en occitan et en français le nom de la place du Capitole – ni de m’orienter grâce à des panneaux bilingues en Bretagne. »

## Situation par région

### Alsace

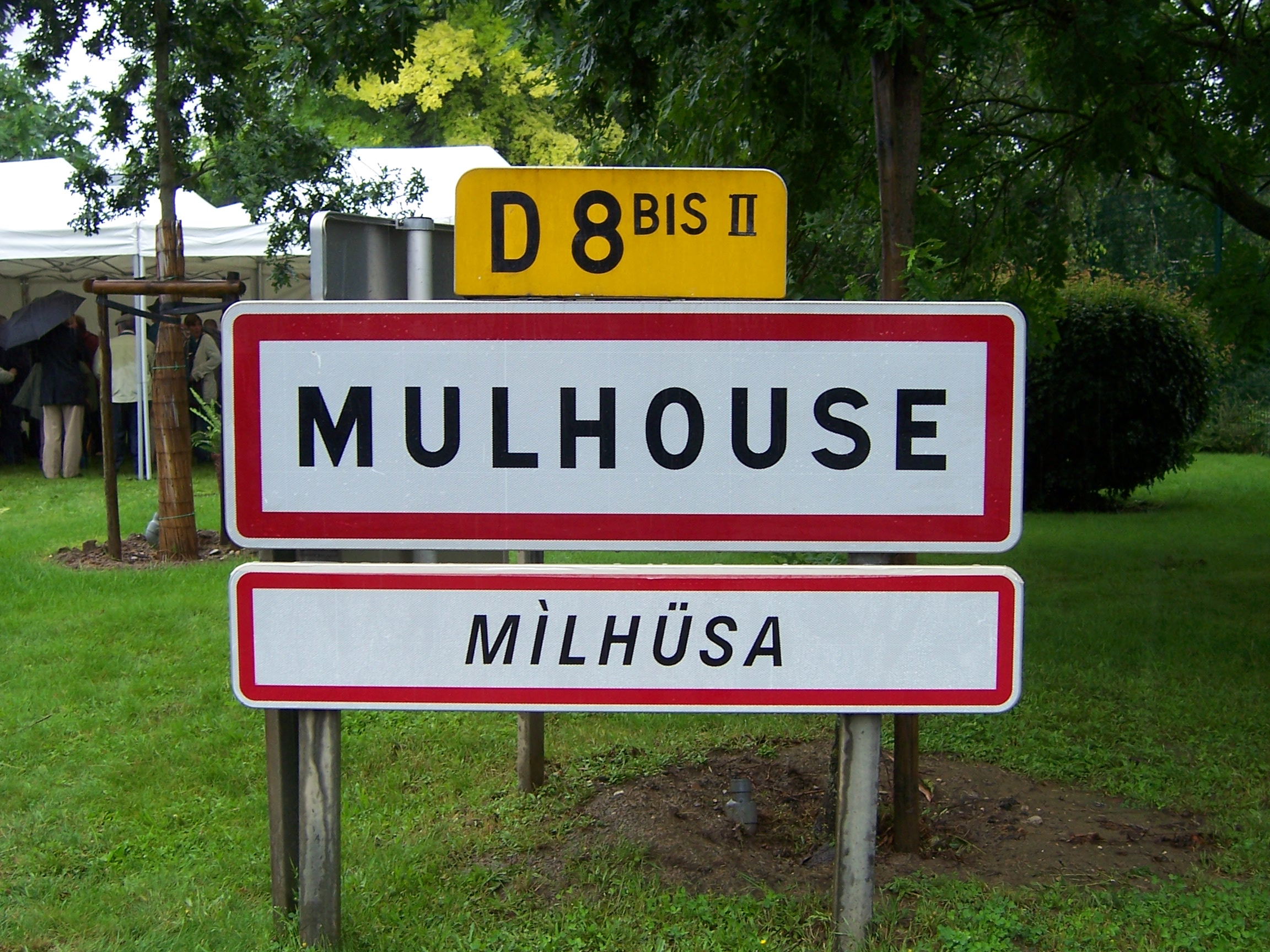
À certains endroits, Mulhouse a adopté une signalétique bilingue.

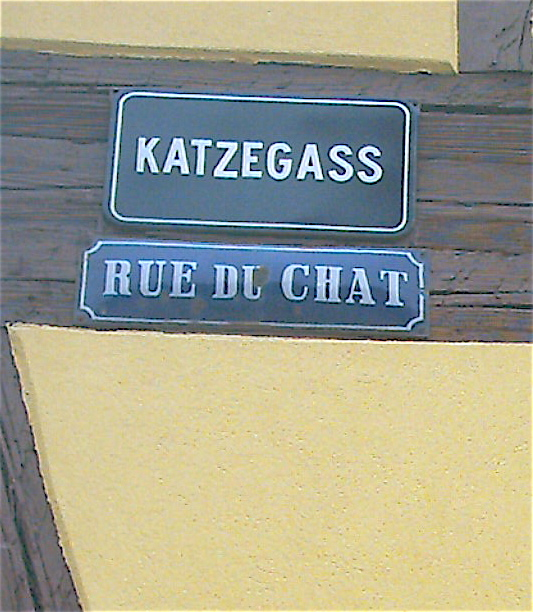
Noms de rue à Erstein, en français et alsacien.

En Alsace, où une partie de la population parle alsacien, les toponymes des petites municipalités sont habituellement d'origine germanique (avec quelques adaptations orthographiques francisées). Le français est toutefois la seule langue officielle, utilisée pour tous les panneaux de signalisation routière. Dans le centre historique de Strasbourg, chaque nom de rue est indiqué dans la double forme française/allemande ou dialectale. Cependant, seul le français est reconnu officiellement.
Dans  toute la région, de nombreuses villes et villages ont également adopté cette signalétique dont notamment Mulhouse où plus de 71 rues sont bilingues.
D'autre part, quelques communes comme Marlenheim ont adopté à l'entrée du village une signalisation routière bilingue.

### Aquitaine
Dans le département des Pyrénées-Atlantiques (en région Nouvelle-Aquitaine), il est possible de trouver des panneaux de signalisation français/basque sur les routes locales (départementales et communales), ainsi que des doubles panneaux indiquant les frontières des localités (par exemple : Ascain/Azkaine).
Le gascon est parlé dans l'agglomération Bayonne-Anglet-Biarritz. La signalisation routière est donc trilingue à Bayonne (français, basque, gascon).

### Bretagne

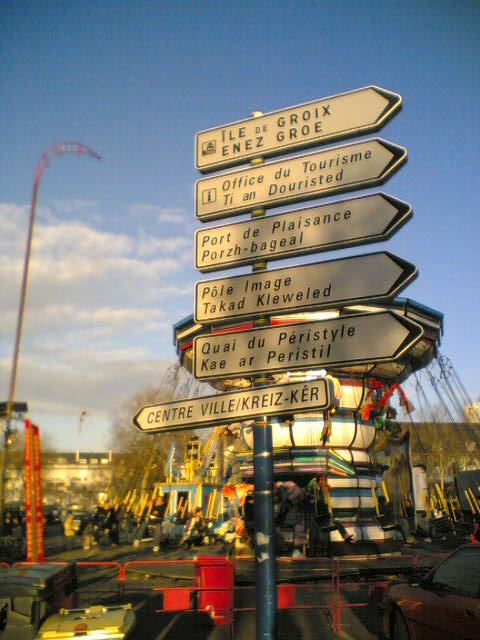
Signalisation bilingue française et bretonne à Lorient.

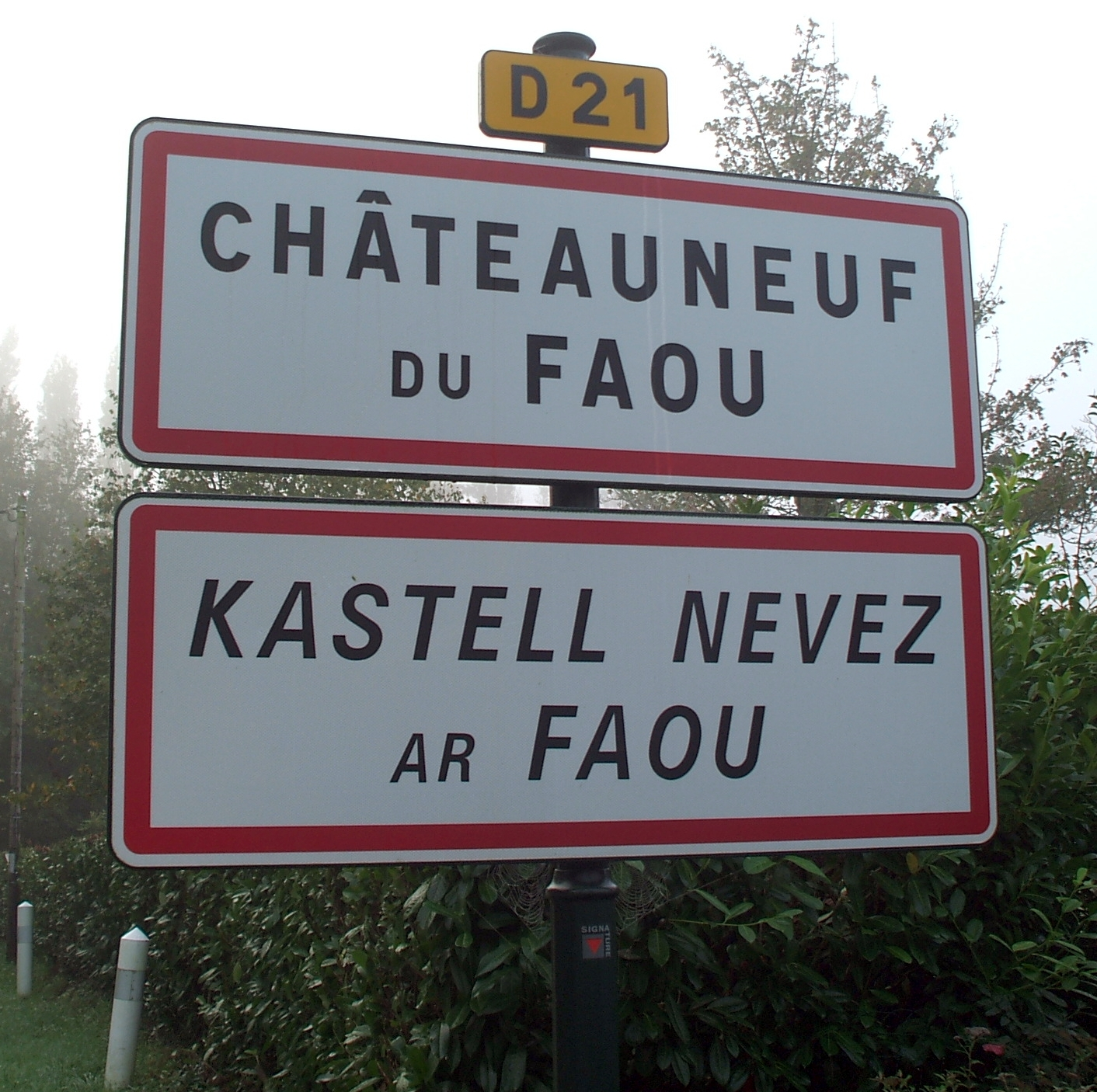
Panneau-type d'entrée d'agglomération bilingue français/breton en Bretagne

En Bretagne, la signalisation de localisation et de direction est souvent bilingue, avec l'emploi du français et du breton à la fois. Elle est particulièrement dense dans les départements de la Bretagne occidentale. Cette signalisation bilingue français-breton est en croissance constante. Les Conseils généraux des départements du Finistère, du Morbihan et des Côtes-d'Armor en ont généralisé l'emploi sur les routes départementales, au moins dans sa partie-ouest pour ce dernier département.
À l'entrée de centaines de bourgs et de villes, on retrouve la double forme du nom de la commune sur deux panneaux superposés (par exemple Rennes/Roazhon, Quimper/Kemper, Gwened/Vannes). Pour plusieurs communes, le plus souvent de petite taille, l'orthographe officielle du nom est identique en français et en breton (Ex. : Brest, Redon, Edern). En localisation, il existe également des panneaux bilingues pour les limites des départements (Département du Finistère/Departamant Penn-ar-Bed, Département des Côtes-d'Armor/Departamant Aodoù-an-Arvor) et pour les autres indications géographiques : rivières, cols, etc.
De même, qu'elles soient rurales ou urbaines, grandes ou petites, les communes sont de plus en plus nombreuses à installer une signalisation bilingue directionnelle ou sur des plaques de rue. Citons par exemple : Lorient, Brest, Carhaix-Plouguer, Rostrenen, Mellac, Pluguffan, Quimper, Lannion, Pontivy, Vannes, Landerneau, Scaër, Brec'h, Pouldergat... Redon... La Loire-Atlantique, département historiquement breton bien que situé dans une autre région administrative, a aussi des panneaux en breton, qui sont pour l'essentiel implantés aux entrées et sorties de commune. Selon l'inventaire réalisé par un média breton - l'Agence Bretagne Presse - en 2012, photos à l'appui, 19 communes du département étaient pourvues de panneaux bilingues, soit 10 % des communes du département.
Comme pour les autres régions françaises, le texte breton utilise le lettrage en italique sur les routes départementales, malgré la recommandation de l'Office de la langue bretonne d'employer le même type de caractère typographique pour les deux langues. Cette recommandation est de plus en plus suivie par les communes toutefois. 
Bien que votée à l'unanimité par le Conseil général du Morbihan en novembre 2004, la mise en place de panneaux bilingues sur les routes départementales du Morbihan, a été un peu contestée en 2005 dans une petite zone en pays Gallo, par certains élus et par l'« Association d'opposition à la signalisation bilingue en pays gallo » (AOSB), qui, tout en rejetant l'indication de « noms inventés par l'Office de la langue bretonne (qui) ne correspondent à rien », ne plaide aucunement pour la mise en place d'une signalisation bilingue gallo/français. La contestation portée par un habitant de Vannes à ce sujet a été de surcroît totalement rejetée selon le jugement rendu par le Tribunal Administratif de Rennes en 2008.
Les habitants de Haute-Bretagne (à 74 %) comme ceux de Basse-Bretagne (à 77 % ) sont très largement favorable à la  signalisation routière français-breton, d'après un sondage dont les résultats ont été publiés au printemps 2009. On rencontre régulièrement des panneaux où les indications exclusivement en français ont été tagués ou masqués, quand le bilinguisme est totalement absent, comme sur les routes nationales. Et la signalétique bilingue se développe aussi dans le transport ferroviaire : les gares des quatre départements de la région administrative Bretagne sont pourvues de signalétique bilingue lorsqu'elles sont rénovées, par exemple Quimperlé et Plouaret récemment. 
La Haute-Bretagne possède un autre patrimoine linguistique qu'est le gallo. Mais, la signalisation routière bilingue français-gallo est pratiquement inexistante, si l'on excepte les panneaux d'entrée de quelques communes, comme Loudéac/Loudia dans les Côtes-d'Armor, Mauron/Maoron dans le Morbihan, Beaucé/Biaocè, Noyal-sous-Bazouges/Nouya et Parcé/Parczae en Ille-et-Vilaine. À cette liste s'ajoute également des panneaux d'indication patrimoniales à Malansac (fontaine du pertu chao') et à Saint-Gravé (Saint-Gravaï) dans le Morbihan.

### Corse

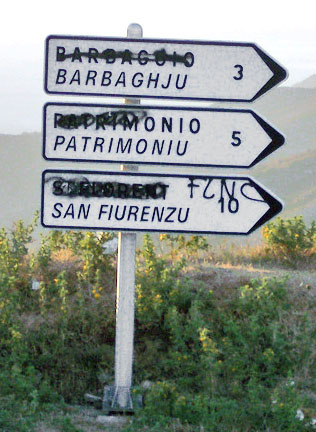
Panneaux bilingues français/corse, dans le Nebbio, sur lesquels les versions italianisées (Patrimonio et Barbaggio) ou francisées (Saint-Florent) ont été rayées par des locaux avec la mention du FLNC.

En Corse, cas unique pour la France, la signalisation de lieu et de direction sur la totalité du territoire est entièrement bilingue français/corse (la quasi-totalité des toponymes officiels français est en fait en toscan : Porto-Vecchio, en corse Portivechju, n'est pas traduit par « Port-Vieux » alors que L'Île-Rousse est bien la traduction française de son nom italien Isola Rossa avec ajout de l'article défini, en corse Lìsula), incluant les routes territoriales (ex-nationales, qui sont administrées par la Collectivité territoriale de Corse), et les routes départementales (administrées par le conseil général des deux départements), avec un niveau remarquable d'uniformité : Ajaccio/Aiacciu, Bonifacio/Bunifaziu, Corte/Corti, Porto-Vecchio/Portivechju, Propriano/Prupià, Sartène/Sartè... Visuellement, quelques communautés, en particulier dans les zones intérieures de l’île, n'utilisent que des panneaux de direction en corse, alors que les anciens panneaux n'affichant que la version française ont été corrigés par graffiti et/ou criblés de balles. Les noms des rues et les panneaux de services sont par contre presque exclusivement en français (à l'exception notamment des rues de la citadelle de Bastia)

Flandre Française

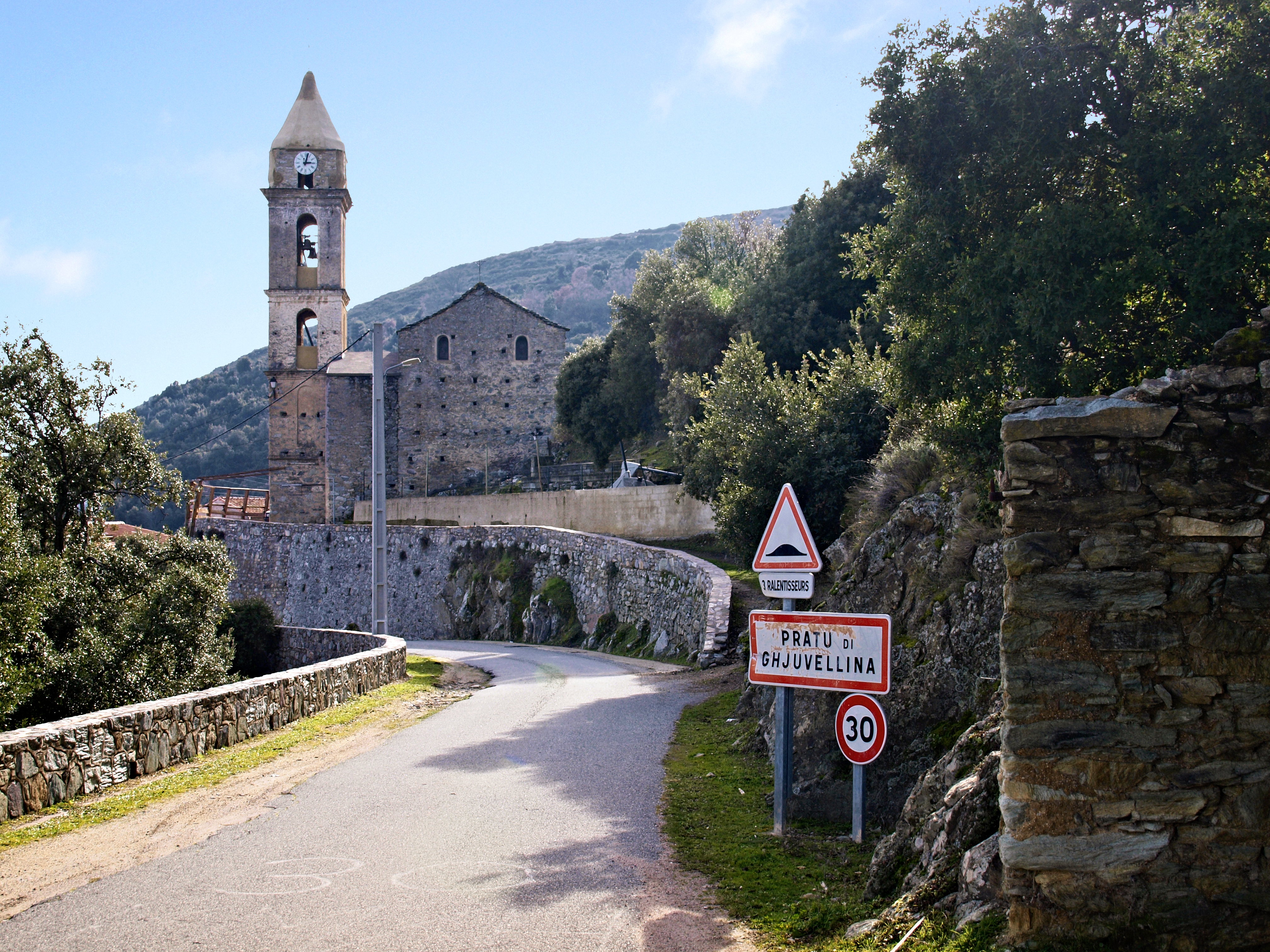
Panneau d'entrée de village exclusivement en corse à Prato-di-Giovellina.

Dans certaines villes de Flandre Française, et plus précisément dans le Westhoek Français des panneaux d'entrée de villages et villes sont en Français/Néerlandais mais également en Flamand Occidental.
Néanmoins il existe tres peu ( voire nul ) de panneaux de signalisation en Flamand Occidental ou Néerlandais.

### Pyrénées-Orientales

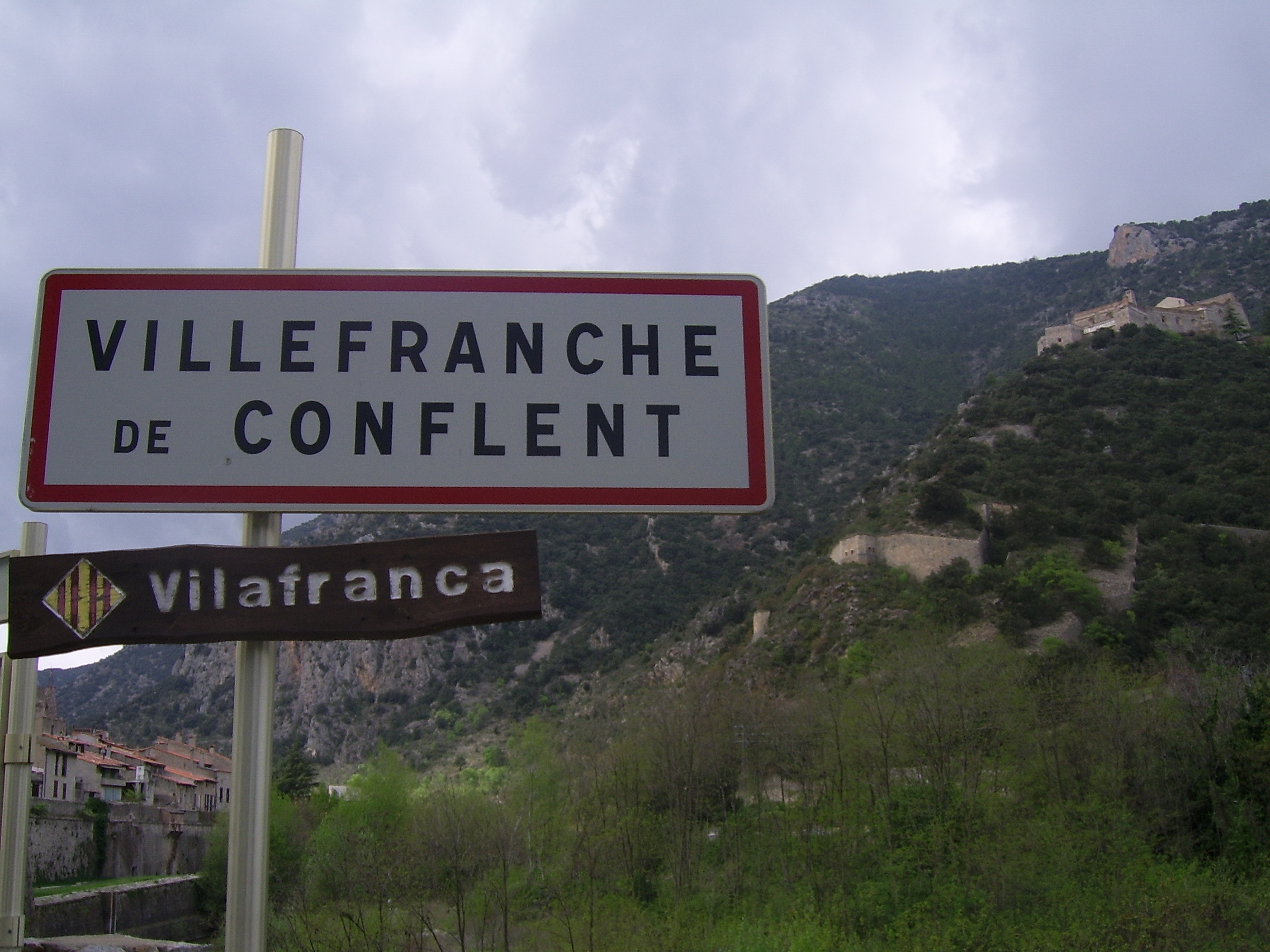
Panneau bilingue français/catalan à l'entrée de Villefranche-de-Conflent, non conforme au bilinguisme habituel (égalité de présentation français-catalan). (Languedoc-Roussillon)

Dans le département des Pyrénées-Orientales, dans la région Occitanie, et sous l'impulsion du conseil général, une majorité de municipalités a déjà opté pour l'inscription de leurs noms en version originale catalane, sous la traduction française ou de l'autre côté de la chaussée, par des panneaux de types officiels (Baillestavy / Vallestàvia). À Perpignan (Perpinyà), les noms des rues sont en double langue. Dans la majorité des communes, le nom est uniquement en français mais dans un certain nombre ils sont bilingues et dans un certain nombre d'autres, uniquement en catalan. 
Depuis peu, il est également possible de trouver quelques premiers panneaux français/catalan à caractère informatif (lieux géographiques, historiques, touristiques).

### Occitanie

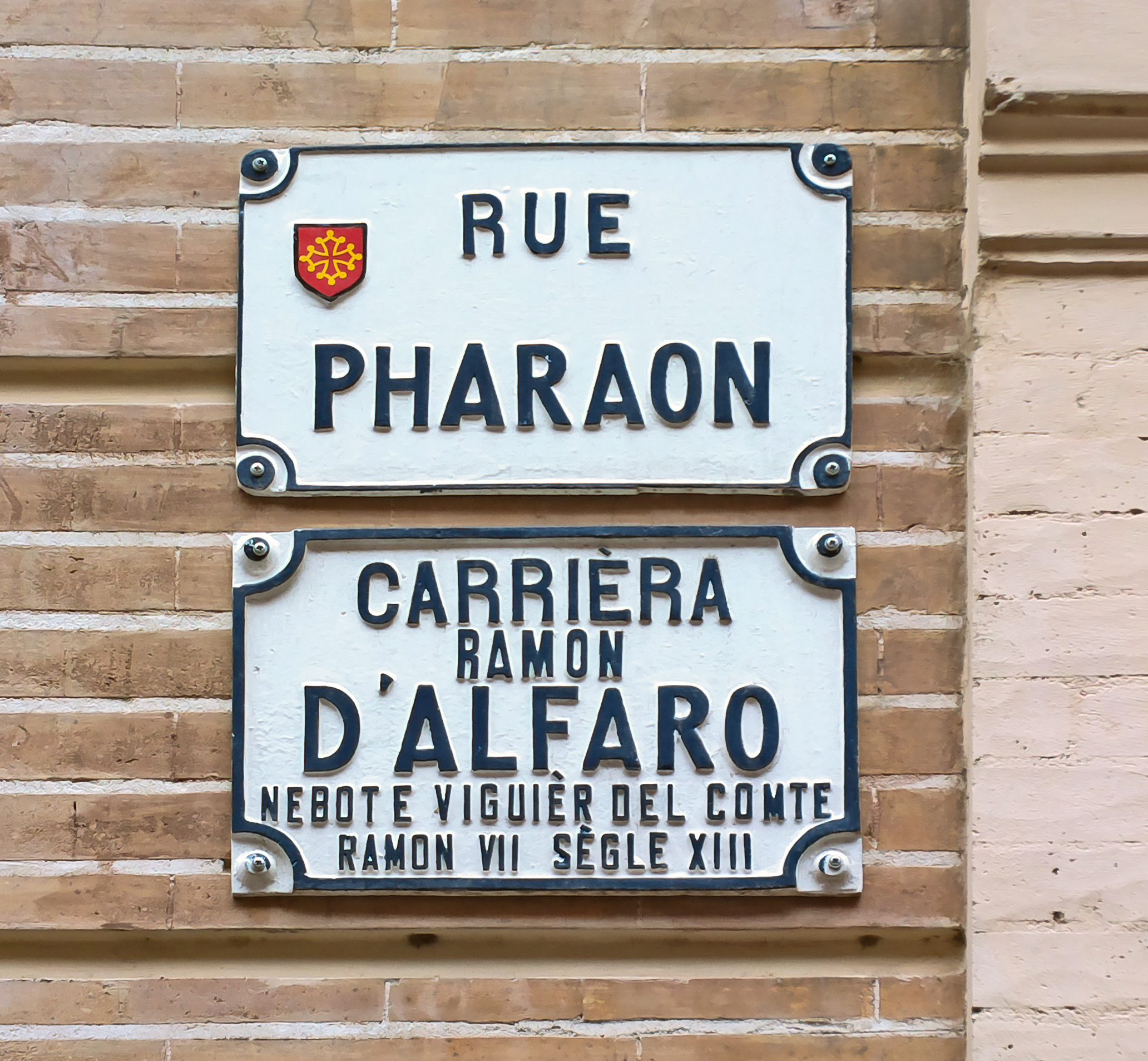
Plaques de rues bilingues à Toulouse.

Dans certaines communes de l'Occitanie, on retrouve un affichage bilingue, en français ainsi que dans la variante locale de la langue occitane. Ces panneaux sont présents dans les centres historiques de certaines villes pour indiquer les noms de rue. Quelquefois aussi, ils font référence à l'ancien nom de la rue, très différent du nom français actuel. les principales ville occitanes où l'on trouve une signalétique bilingue en centre-ville sont Toulouse et Rodez. 
La signalisation routière en Occitanie est quasiment uniquement en version française. 
De plus en plus de communes occitanes optent pour une signalisation bilingue aux entrées/sorties des communes, comme cela est déjà très répandu en Aveyron et en Bretagne, par exemple. Mais cela n'est pas systématisé comme dans certaines autres régions et la signalisation bilingue occitane revêt de nombreuses formes, ce qui masque un peu la démarche auprès du grand public. Des associations, notamment l'Institut d'études occitanes, travaillent auprès des élus locaux pour généraliser et homogénéiser cet affichage bilingue.

### Outre-mer
Les panneaux de signalisation sont en français et en créole local (lorsqu'il y en a un).

### Lorraine
En Moselle germanophone, on trouve à l'entrée de plusieurs communes et hameaux, des panneaux d'entrées bilingues français/francique lorrain. Et également des plaques de rues bilingues dans plusieurs communes.

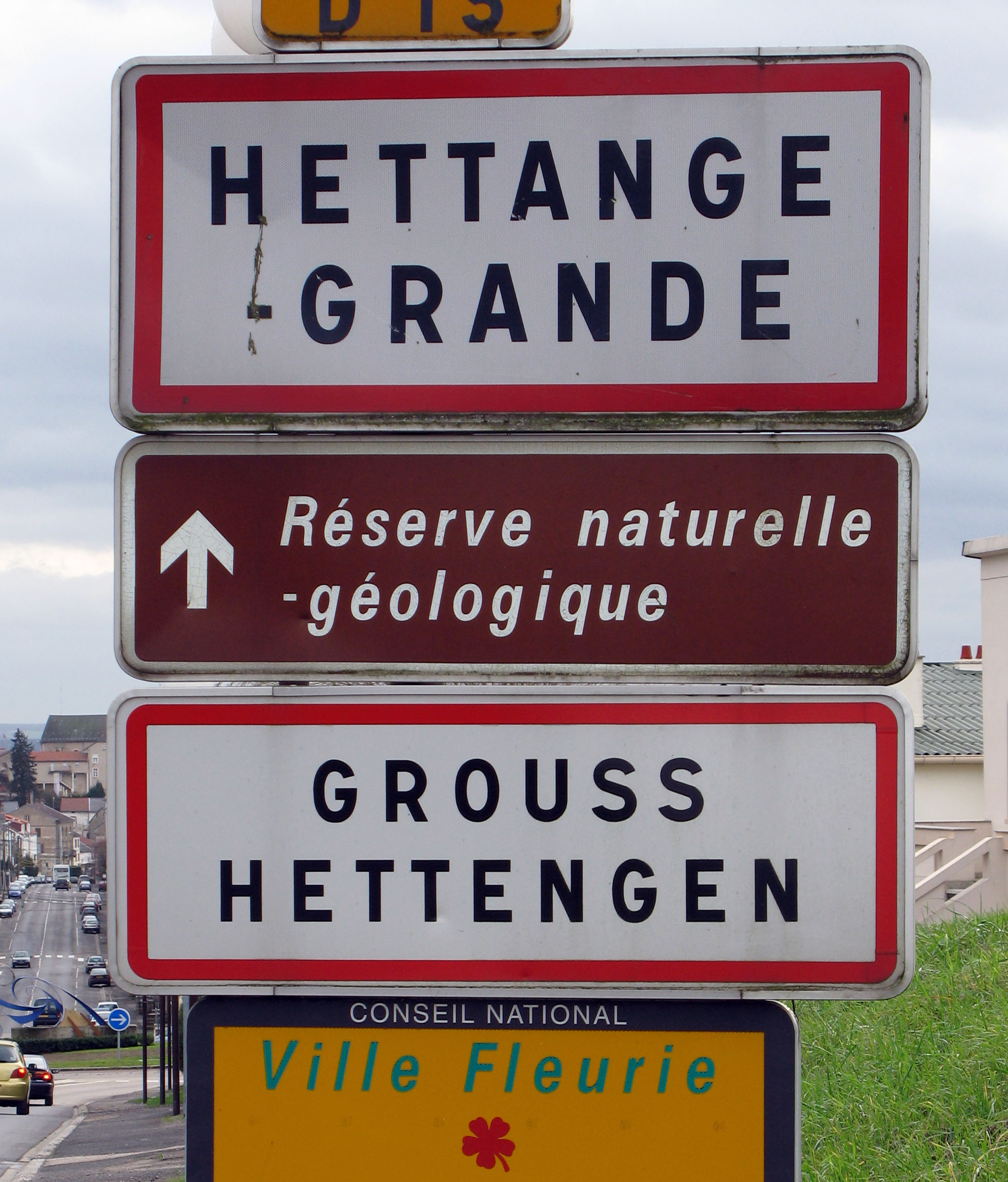
Signalisation bilingue à Hettange Grande (57).

### Normandie
Dans cette région, quelques communes ont décidé l'installation de panneaux bilingues, comme à Barfleur ou Hémevez. En 2020, la région Normandie fait implanter de nouveaux panneaux bilingues à Bois-Héroult et Épaignes, d'autres panneaux sont actuellement en projet

### Provence-Alpes-Côte d'Azur

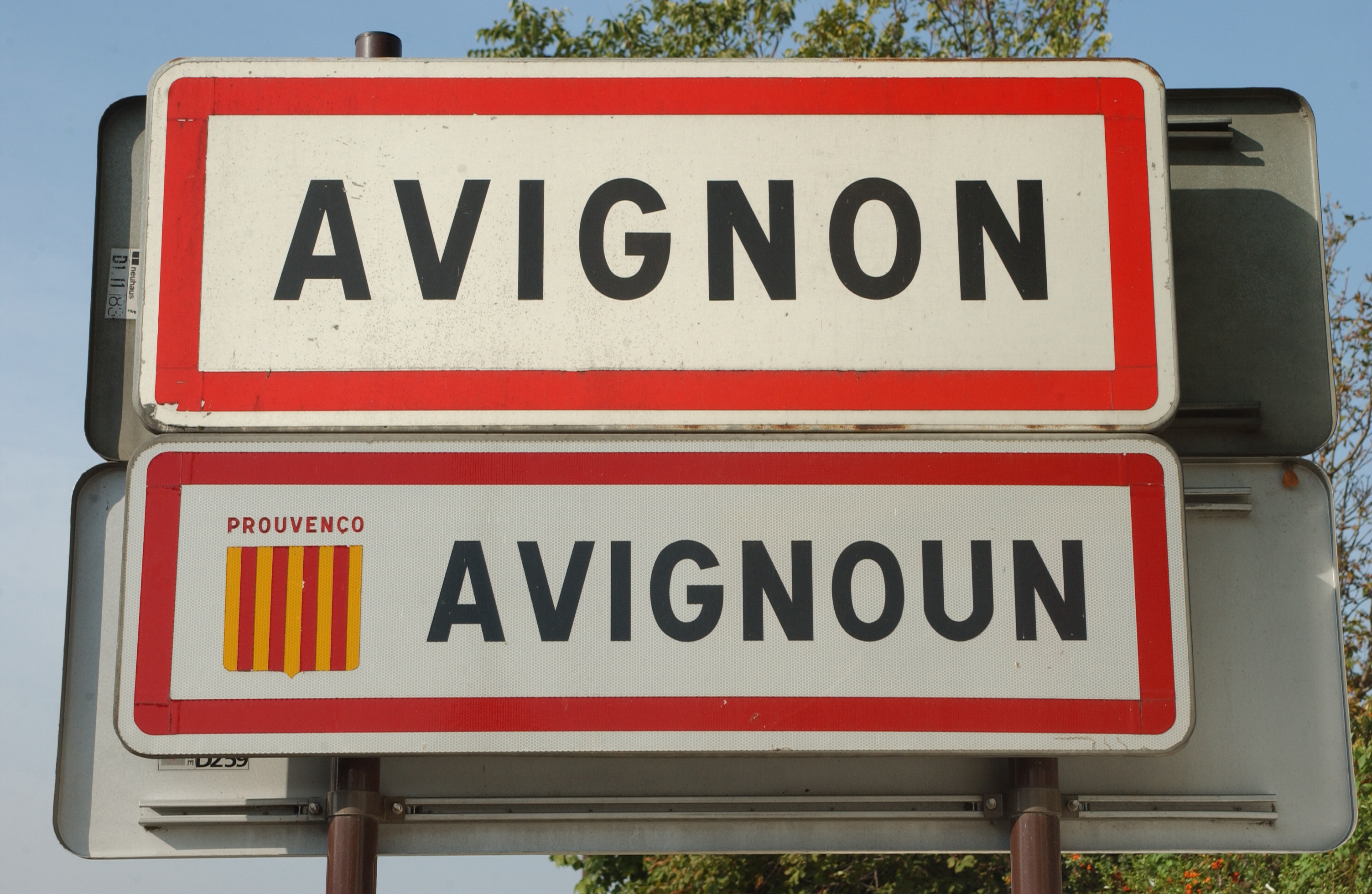
Panneaux bilingues à l'entrée d'Avignon.

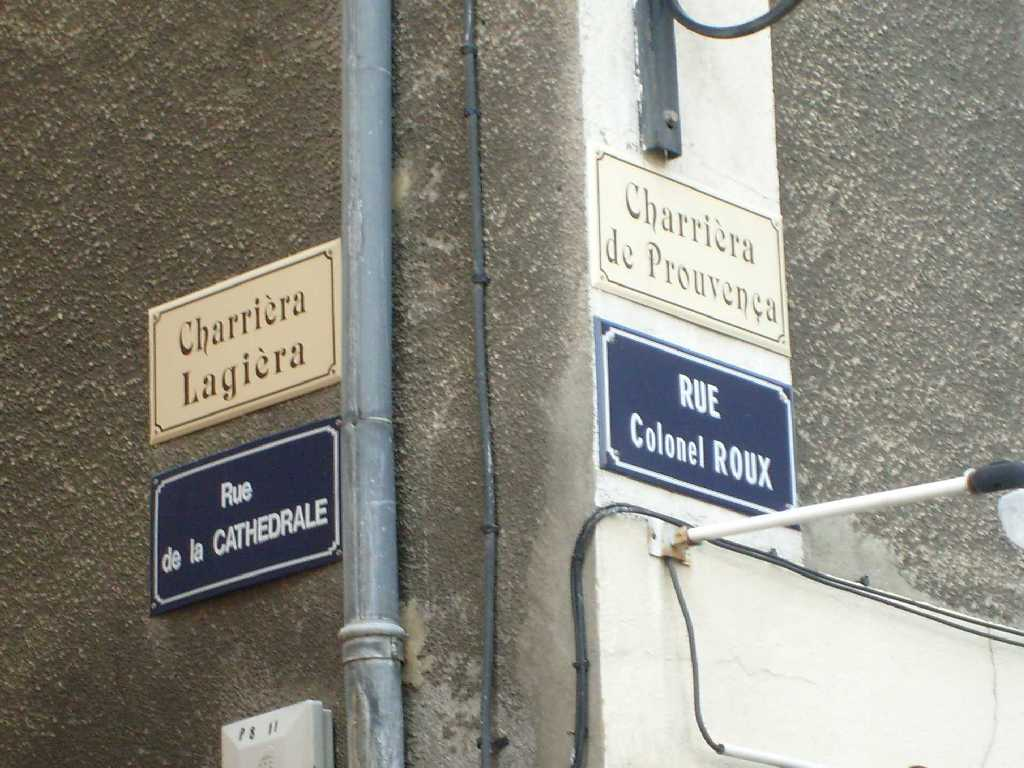
Plaques de rue bilingues à Gap.

En Provence, de nombreuses communes ont installé des panneaux en provençal à l'entrée de ville mais la signalétique directionnelle bilingue reste rare. Dans la majorité des cas, l'orthographie mistralienne est préférée. Les principales villes provençales où l'on trouve une signalisation bilingue en centre-ville sont Aix-en-Provence, Nice et Gap. En 2019, le conseil départemental de Vaucluse a tenté de faire enlever ces panneaux en provençal avant de renoncer face à l'opposition des maires.